# U-401
| U-401                      | U-401                                                          | U-401                                                          |
| -------------------------- | -------------------------------------------------------------- | -------------------------------------------------------------- |
|                            |                                                                |                                                                |
|                            |                                                                |                                                                |
|                            |                                                                |                                                                |
| Під прапором               | Третій рейх                                                    | Третій рейх                                                    |
| Спуск на воду              | 16 грудня 1940 року                                            | 16 грудня 1940 року                                            |
| Виведений зі складу флоту  | 3 серпня 1941 року                                             | 3 серпня 1941 року                                             |
| Сучасний статус            | затоплений                                                     | затоплений                                                     |
| Проєкт                     |                                                                |                                                                |
| Тип ПЧ                     | Торпедний ДПЧ                                                  | Торпедний ДПЧ                                                  |
| Основні характеристики     |                                                                |                                                                |
| Швидкість (надводна)       | 17,7 вузлів                                                    | 17,7 вузлів                                                    |
| Швидкість (підводна)       | 7,6 вузлів                                                     | 7,6 вузлів                                                     |
| Робоча глибина занурення   | 100 м                                                          | 100 м                                                          |
| Гранична глибина занурення | 220 м                                                          | 220 м                                                          |
| Екіпаж                     | 44 осіб                                                        | 44 осіб                                                        |
| Розміри                    |                                                                |                                                                |
| Довжина найбільша (по КВЛ) | 67,1 м                                                         | 67,1 м                                                         |
| Ширина корпусу найб.       | 6,2 м                                                          | 6,2 м                                                          |
| Висота                     | 9,6 м                                                          | 9,6 м                                                          |
| Середня осадка (по КВЛ)    | 4,70 м                                                         | 4,70 м                                                         |
| Водотоннажність надводна   | 769 т                                                          | 769 т                                                          |
| Озброєння                  |                                                                |                                                                |
| Артилерія                  | одна палубна гармата калібру 88-мм, одна 20-мм зенітна гармата | одна палубна гармата калібру 88-мм, одна 20-мм зенітна гармата |
| Торпедно- мінне озброєння  | 4 носових ТА. 14 торпед                                        | 4 носових ТА. 14 торпед                                        |

U-401 — німецький підводний човен типу VIIC, часів Другої світової війни.
Замовлення на будівництво човна було віддане 23 вересня 1939 року. Човен був закладений на верфі суднобудівної компанії «Danziger Werft» у Данцигу 8 квітня 1940 року під заводським номером 102, спущений на воду 16 грудня 1940 року, 10 квітня 1941 року увійшов до складу 1-ї флотилії. Єдиним командиром човна був капітан-лейтенант Геро Ціммерманн.
Човен зробив 1 бойовий похід, у якому не потопив та не пошкодив жодного судна.
3 серпня 1941 року потоплений у Північній Атлантиці південно-західніше Ірландії (50°30′ пн. ш. 19°35′ зх. д. / 50.500° пн. ш. 19.583° зх. д.) глибинними бомбами з британського есмінця «Вандерер» і корвета «Гортензія», а також норвезького есмінця «Сент-Олбанс». Всі 45 членів екіпажу загинули.